# 我要與妳歡愛
《我要與妳歡愛》（英語：I Want Your Sex）是英國男歌手喬治·麥可（George Michael）在1987年6月推出的單曲，這首單曲也是電影《比佛利山超級警探2：轟天雷》的主題曲。〈我要與妳歡愛〉在美國告示牌單曲榜獲得第2名，在英國單曲榜獲得第3名。

## 內容

### 歌曲簡介
〈我要與妳歡愛〉收錄於喬治·麥可首張個人專輯《信念》，也是從該專輯中推出的首支單曲。在喬治·麥可推出專輯《信念》之前，一首他與靈魂樂歌后艾瑞莎·弗蘭克林合唱的〈I Knew You Were Waiting (For Me)〉已在告示牌奪得兩週冠軍（1987.04.18 ~ 1987.04.25），六月初他又為艾迪·墨菲主演的電影《比佛利山超級警探續集》獻唱〈我要與妳歡愛〉，為他即將在1987年底推出的專輯《信念》做足了宣傳。
〈我要與妳歡愛〉的詞曲兼製作都出自喬治·麥可一人之手，這是一首充滿1970年代黑人靈魂樂與放克曲風的舞曲，歌詞既露骨又大膽，音樂影片也拍的非常煽情養眼，歌曲一推出旋即引起爭議，MTV音樂台也禁播這支影片，只是電視台越是禁它，歌迷對它就越好奇，反倒炒熱了歌曲的話題性。

### 商業成績
〈我要與妳歡愛〉在1987年6月6日進入告示牌單曲榜，首週成績為第51名，整整兩個月後，8月8日來到它的最高成績第2名，這首單曲在榜內共停留了20週，全美單曲銷售逾百萬張，成為白金單曲，在1987年告示牌年終單曲榜中位居第24名。
〈我要與妳歡愛〉在英國單曲榜上成績不俗，最高獲得第3名。

### 獎項紀錄評價
〈我要與妳歡愛〉是喬治·麥可首支電影主題曲，這首單曲雖然未在告示牌奪冠，但它卻是喬治·麥可唯一一首白金單曲，在這之後的冠軍單曲銷售成績都不如〈我要與妳歡愛〉。